# Suwaduk
Suwaduk is een bestuurslaag in het regentschap Pati van de provincie Midden-Java, Indonesië. Suwaduk telt 3390 inwoners (volkstelling 2010).